# Orazio Fiume
Orazio Fiume (Monopoli, 16 gennaio 1908 – Trieste, 21 dicembre 1976) è stato un compositore e musicista italiano.

## Biografia
Nato da Donato Fiume e Rosaria Contento venne colpito poco dopo la nascita da poliomielite di cui venne operato nell'adolescenza presso l'istituto Rizzoli di Bologna. Tra il 1930 ed il 1938 conseguì a Napoli e a Palermo il magistero di pianoforte e composizione con Mario Pilati. Nel 1941 sotto la guida di Ildebrando Pizzetti superò a pieni voti il corso superiore di perfezionamento di composizione all'Accademia nazionale di S. Cecilia di Roma ed il corso superiore di perfezionamento di direzione d'orchestra tenuto da B. Molinari. Con entrambi i docenti instaurò un legame di amicizia e reciproca stima che durò per tutta la vita.

## Carriera
Subito dopo la fine dei suoi studi iniziò la sua ascesa professionale: fu docente della cattedra di armonia nel 1941 presso il Conservatorio "A. Boito" di Parma e nel 1951 insegnò composizione presso il Conservatorio Giuseppe Verdi di Milano (dove tra i suoi colleghi annoveriamo il celebre poeta Salvatore Quasimodo). Nel 1959 assunse la direzione del conservatorio "G. Rossini" di Pesaro e nel 1960 quella del "G. Tartini" di Trieste. Nel 1971 assumerà l'incarico di direttore del Conservatorio di Milano.
Si spegnerà a Trieste il 21 dicembre 1976. Due anni dopo la sua morte, nel 1978, la sua città natale Monopoli gli dedicherà un busto alla memoria tuttora presente nei giardini di fronte alla sede del conservatorio cittadino "Nino Rota".

## Opere e premi
Orazio Fiume fu autore di diverse composizioni e musiche che gli fruttarono numerosi premi e riconoscimenti internazionali, fra le più celebri ricordiamo:
- Fantasia eroica;
- Tre pezzi per piccola orchestra e Divertimento in 5 tempi per piccola orchestra;
- Due liriche per soprano e piccola orchestra e Introduzione ad una tragicommedia per orchestra;
- Concerto per orchestra, con cui vinse nel 1948 il concorso nazionale del Ministero della Pubblica Istruzione;
- Secondo concerto per orchestra;
- Sinfonia in tre tempi per orchestra, con la quale vinse il premio "Martucci";
- Ouverture per orchestra;
- Sinfonia per archi e timpani;
- Il canto funebre per la morte d'un eroe;
- Dalla mia terra;
- Io come te;
- Tre liriche su testi popolari toscani per soprano e pianoforte;
- Piccola suite per pianoforte;
- Il tamburo di panno (un atto unico tratto da un Nō giapponese del XIV secolo).